# Noëtius van Smyrna
Noëtius van Smyrna (2e eeuw) was bisschop en grondlegger van het patripassianisme, een vorm van het modalistische monarchianisme. Epiphanius van Salamis schreef dat hij afkomstig was uit Efeze, maar de moderne geschiedschrijving volgt veeleer Hippolytus van Rome, die Noëtius in Smyrna plaatst. De kennis over de leer van Noëtius is overgeleverd door Hippolytus. Noetius verbleef tijdens het pontificaat van paus Zephyrinus in Rome.
Noëtius probeerde de eenheid van God te waarborgen. Hij was sterk beïnvloed door de joods-christelijke (monarchianistische) traditie, veel minder door het Hellenistische christendom. Hij stelde, dat Jezus slechts een verschijningsvorm (“modus”) van God de Vader is en geen zelfstandige persoon. Het lijden van Christus is volgens hem te definiëren als het lijden van God de Vader. 
Volgens Hippolytus werd Noëtius uit de clerus verstoten. Als het juist is, dat deze afzettingsprocedure door een bisschoppenvergadering werd voltrokken (zoals Hippolytus suggereert), gaat het om de eerste ambtsontheffing in de Kerk. In reactie hierop verzamelde Noëtius geloofsgenoten om zich en stichtte op basis van zijn modalisme een eigen strekking. De veroordeling hiervan vond waarschijnlijk plaats op een synode (in Pergamum, Efeze of Smyrna), waar Noëtius werd geëxcommuniceerd. Zijn leerling Epigonus verspreidde het patripassianisme verder o.a. tot in Rome. Uiteindelijk werd deze gedachtegang overgenomen door Sabellius. 
Rond 200 was het theologische begrippenapparaat om de Drie-eenheid te verwoorden nog niet beschikbaar, zo waren Hypostase en subsistentie nog onbekende begrippen. Het patripassianisme van Noëtius was zeer waarschijnlijk gericht geweest tegen gnostische invloeden (met name van Valentinianus), die spraken over twee goden: God en de demiurg. De strijd rondom de opvattingen van Noëtius en diens leerling Epigonus (die later een groep aanhangers onder leiding van Kleomenes in Rome verkreeg) heeft bijgedragen tot een duidelijkere formulering van de triniteitstheologie in de loop van de 3e eeuw.
- Biblioteca Nacional de España: XX4757645
- Gemeinsame Normdatei: 102388601
- International Standard Name Identifier: 0000 0000 8775 6863
- Library of Congress Control Number: n99282787
- Nationale bibliotheek van Australië: 50067420
- Trove: 1501285
- Virtual International Authority File: 127421769
- WorldCat: E39PBJjt7BcYCgyK37mB46Y3wC